# قسطنطين كرامنليس
قسطنطين كرامنليس  (باليونانية: Κωνσταντίνος Καραμανλής) (و.مارس 1907 - ت.23 أبريل 1998) كان رئيس وزراء ورئيس الجمهورية الهيلينية الثالثة، وشخصية بارزة في السياسة اليونانية خلال النصف الثاني من القرن العشرين.

## روابط خارجية
- قسطنطين كرامنليس على موقع الموسوعة البريطانية (الإنجليزية)
- قسطنطين كرامنليس على موقع مونزينجر (الألمانية)
- قسطنطين كرامنليس على موقع ديسكوغز (الإنجليزية)